# Mafeteng (district)
Mafeteng is een district in Lesotho. Het kent een oppervlakte van 2119 km² en heeft een inwonertal van ongeveer 195.000.
De gelijknamige plaats is er de enige stad en daarmee hoofdstad (Engels: camp town; Afrikaans: kampdorp).

In het westen grenst Mafeteng aan Zuid-Afrika.
Daarnaast zijn er grenzen met de volgende andere districten:
- Maseru - noordoosten
- Mohale's Hoek - zuidoosten

Berea · Butha-Buthe · Leribe · Mafeteng · Maseru · Mohale's Hoek · Mokhotlong · Qacha's Nek · Quthing · Thaba-Tseka